# Neoxanthias
Neoxanthias is een geslacht van kreeftachtigen uit de klasse van de Malacostraca (hogere kreeftachtigen).

## Soorten
- Neoxanthias impressus (Latreille in Milbert, 1812)
- Neoxanthias lacunosus (Rathbun, 1906)
- Neoxanthias michelae Serène & Vadon, 1981